# Acciona Energía
ACCIONA Energía, subsidiária da Acciona, é uma empresa dedicada ao fornecimento de soluções baseadas em energia renovável, com o objetivo de contribuir para a descarbonização do planeta.
Sediada  em Madrid, A ACCIONA Energía está envolvida em toda a cadeia de valor da indústria energética: O desenvolvimento e estruturação de projetos, engenharia, construção, fornecimento, operações, manutenção, gerenciamento e gerenciamento de ativos e vendas de energia limpa.

## História
A ACCIONA Energía começou há mais de 30 anos no setor das energias renováveis. Importantes marcos históricos incluem a instalação, em Dezembro de 1994 do primeiro parque eólico comercial em Espanha na Sierra del Perdón, junto a Pamplona, Navarra, pela empresa Energía Hidroeléctrica de Navarra, SA, adquirida pela ACCIONA em 2003 e 2004, e o parque eólico KW Tarifa da empresa Alabe, subsidiária da ACCIONA, em 1995.
Em 2009, adquiriu mais de dois GW (gigawatts) de ativos renováveis como parte da operação acordada com o grupo elétrico Enel onde a ACCIONA deixou de participar da Endesa.
Desde 1 de julho de 2021, a ACCIONA Energía está cotada nas Bolsas de Madrid, Barcelona, Bilbau e Valência, sob o código ANE, sendo a ACCIONA, SA o principal acionista em 31 de dezembro de 2021.

## Linhas de negócios
A ACCIONA Energía (com a denominação social de Corporación Acciona Energías Renovables, SA) conta com ativos de energia renovável em cinco tecnologias ( eólica, solar, hidroelétrica, biomassa e solar térmica ) que, em 31 de dezembro de 2021, somavam 11,2 gigawatts (GW) de capacidade instalada. Esta capacidade é  distribuída entre 16 países nos cinco continentes e, em 2021, produziu um total de 24,5 terawatts-hora (TWh) de energia 100% renovável, equivalente ao consumo elétrico de 7,6 milhões de casas. A empresa anunciou suas metas de atingir uma capacidade total instalada de 20 GW até 2025 e de 30 GW até 2030, com novas instalações principalmente para energia eólica e solar.
Além de gerar e vender energias renováveis, a ACCIONA Energía também trabalha nas seguintes indústrias: Energia para autoconsumo, serviços de eficiência energética, instalação e operação de infra-estrutura para carregamento de veículos elétricos e indústrias de hidrogênio verde, focadas principalmente em clientes corporativos e institucionais.
Em 2021, investiu mais de 91 milhões de euros em projetos de inovação. Esta atividade foi focada principalmente em hidrogênio verde, energia eólica offshore, sistemas fotovoltaicos inovadores, carregadores bidirecionais inteligentes para veículos elétricos, economia circular, extensão da vida útil de ativos renováveis, tecnologias avançadas de O&M e armazenamento de energia, entre outros.

## Presença internacional
A ACCIONA Energía conta com uma presença ativa em 20 países dos cinco continentes. As principais áreas geográficas onde atua, além da Espanha, são América do Norte ( Estados Unidos e Canadá ), América Latina ( México, Chile, Brasil, Peru, Costa Rica e República Dominicana ) e Austrália. Está também presente em África, com projectos no Egipto e África do Sul, bem como noutros países europeus ( Portugal, França, Itália, Polónia, Croácia, Ucrânia e Hungria ).

## Sustentabilidade
Desde 2015, a ACCIONA Energía lidera a lista das 100 principais concessionárias verdes da Energy Intelligence, que classifica as 100 maiores empresas de energia do mundo com base em suas emissões de carbono e seus ativos renováveis.
Da mesma forma, em 2021, a S&P Global Ratings concedeu-lhe uma pontuação de 86 em 100 em questões ambientais, sociais e de governança corporativa, que foi a melhor pontuação do setor de energia em todo o mundo e a quinta melhor pontuação entre todos os setores.
A empresa relata que 100% de suas despesas de capital estão alinhadas com a taxonomia europeia de atividades sustentáveis. Segundo a empresa, os 24,1 GWh gerados em 2021 evitaram a emissão de 13,4 milhões de toneladas de CO2, gás que contribui para o aquecimento global.

## Consulte também
- Site oficial da empresa ACCIONA Energía — operações globais.